# Teppan-yaki
Teppan-yaki (jap. 鉄板焼き) – popularny w Japonii sposób przyrządzania, smażenia (yaki) potraw na podgrzewanej od spodu stalowej płycie (teppan). 

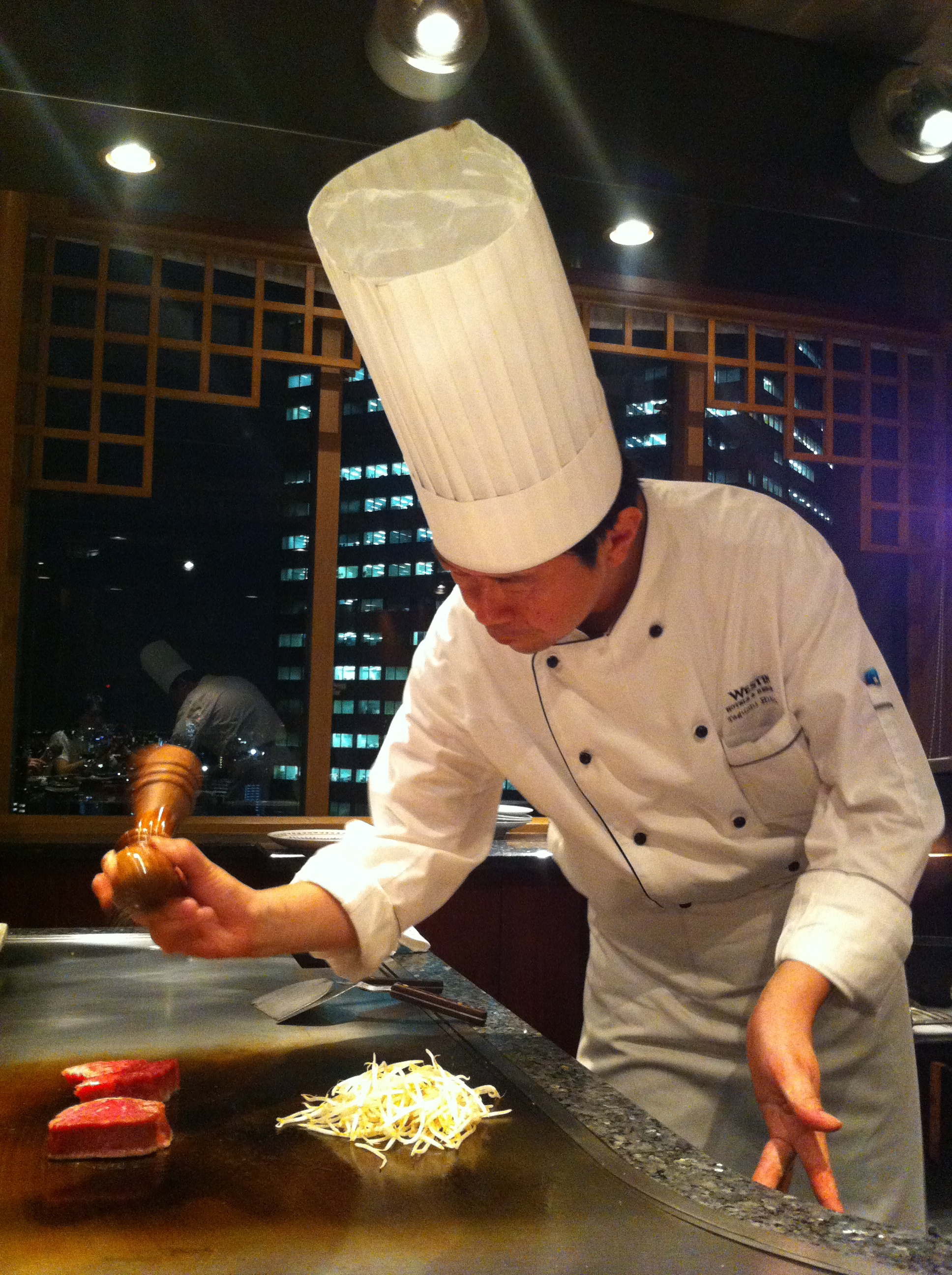
Teppan-yaki

W ten sposób serwowane są takie potrawy, jak: steki, ryby, owoce morza (często kalmary), warzywa. W restauracjach dania tego rodzaju są sporządzane na oczach gości, którzy zajmują miejsca wokół płyty i podziwiają dynamiczną technikę mistrzów kuchni prezentujących np.: „maszerujące krewetki”, tworzenie słupów ognia czy precyzyjne krojenie mięsa. 
W czasie festiwali, świąt i imprez różnego rodzaju na wolnym powietrzu popularne są stoiska z płytą, oferujące okonomiyaki i smażony makaron yakisoba z imbirem, kawałkami mięsa i różnych przypraw.  